# Altermagnetismo
Nella fisica della materia condensata, l'altermagnetismo è un tipo di stato magnetico persistente nei cristalli ideali. Le strutture altermagnetiche sono collineari e compensate dalla simmetria cristallina, con conseguente magnetizzazione netta nulla. A differenza di un normale antiferromagnete collineare, un altro stato magnetico con magnetizzazione netta nulla, le bande elettroniche in un altermagnete non sono degeneri di Kramer, ma dipendono invece dal vettore d'onda in modo dipendente dallo spin. In relazione a questa caratteristica, osservazioni sperimentali chiave sono stati pubblicati nel 2024. È stato ipotizzato che l'altermagnetismo possa avere applicazioni nel campo della spintronica.

## Struttura cristallina e simmetria
Nei materiali altermagnetici, gli atomi formano uno schema regolare con spin alternato e orientamento spaziale in siti magnetici adiacenti nel cristallo.
Gli atomi con momento magnetico opposto sono in altermagneti accoppiati dalla rotazione del cristallo o dalla simmetria speculare. L'orientamento spaziale degli atomi magnetici può provenire dalle gabbie circostanti di atomi non magnetici. I sottoreticoli di spin opposti nel tellururo di manganese altermagnetico (MnTe) sono correlati dalla rotazione di spin combinata con la rotazione del cristallo di sei volte e la traslazione della cella di mezza unità. Nel diossido di rutenio altermagnetico (RuO2), i sottoreticoli di spin opposti sono correlati da una rotazione del cristallo quadrupla.

## Struttura elettronica
Una delle caratteristiche distintive degli altermagneti è una struttura a bande specificamente spin-split che è stata osservata per la prima volta sperimentalmente in un lavoro pubblicato nel 2024. La struttura a bande altermagnetiche rompe la simmetria di inversione temporale come nei ferromagneti
{\displaystyle Eks=E-ks}
dove {\displaystyle E} è l'energia, {\displaystyle k} il vettore d'onda e {\displaystyle s} lo spin, tuttavia, a differenza dei ferromagneti, non genera magnetizzazione netta. La polarizzazione altermagnetica dello spin si alterna nello spazio dei vettori d'onda e forma rispettivamente 2, 4 o 6 nodi degeneri di spin che corrispondono ai parametri {\displaystyle d-}, {\displaystyle g-} o {\displaystyle i-}wave. Un altermagnete d-wave può essere considerato come la controparte magnetica di un superconduttore d-wave.
La polarizzazione altermagnetica dello spin nella struttura a bande (diagramma vettoriale energia-onda) è collineare e non rompe la simmetria di inversione. La scissione dello spin altermagnetico è pari, cioè:
{\displaystyle (k_{x}^{2}-k_{y}^{2})sz}.
La rottura non convenzionale della simmetria di inversione temporale, la grande scissione di spin (di circa {\displaystyle 1eV}) e l'effetto Hall anomalo sono stati previsti per la prima volta teoricamente e confermati sperimentalmente nel diossido di rutenio.

## Materiali
L'evidenza sperimentale diretta della struttura a bande altermagnetiche nel tellururo di manganese semiconduttore e nel RuO2 metallico è stata pubblicata per la prima volta nel 2024. Si prevede che molti altri materiali siano altermagneti, che vanno da isolanti, semiconduttori e metalli a superconduttori. L'altermagnetismo è stato previsto nei materiali 3d e 2d con elementi sia leggeri che pesanti e può essere trovato in strutture a bande non relativistiche e relativistiche.

## Proprietà
Gli altermagneti presentano un'insolita combinazione di proprietà ferromagnetiche e antiferromagnetiche e assomigliano notevolmente di più a quelli dei ferromagneti. Segni distintivi di materiali altermagnetici come l'anomalo effetto Hall sono stati osservati in precedenza (ma questo effetto si verifica anche in altri sistemi magneticamente compensati come gli antiferromagneti non collineari). Gli altermagneti mostrano anche proprietà uniche come correnti anomale e di spin che possono cambiare segno mentre il cristallo ruota.